# Heartland Wrestling Association
A Heartland Wrestling Association é uma promoção independente centro-ocidental de wrestling profissional, com sede em Cincinnati, Ohio. Também conhecida como HWA, a Heartland Wrestling Association foi um território de desenvolvimento da World Championship Wrestling e também da World Wrestling Federation durante os anos 90, antes de se tornar uma promoção independente de wrestling.
A HWA produz um show televisivo semanalmente, o HWA Adrenaline, sendo transmitido pela American One e CW networks.

## História
A Heartland Wrestling Association começou em 1998, sendo criada por Les Tratcher e Brady Laber, em associação com a escola de wrestling Main Event Pro Wrestling Camp.
Essa promoção serviu de território de desenvolvimento para a World Championship Wrestling e WWE, onde formou wrestlers lá empregados, como Shannon Moore, Victoria, Hardy Boyz (Matt e Jeff) e os irmãos Charlie Haas e Russ Haas.
Após a WWE romper com a HWA, esta última continuou trabalhando, agora como promoção independente. A HWA já produziu três eventos pay-per-views: "CyberClash", em Março de 2006, "Road to Destiny", em Junho de 2007 e "CyberClash 2.0", em Março de 2007. Além disso, possui um show semanal: "HWA Adrenaline", transmitido pela American One e YouTube.

## Títulos
- - HWA Heavyweight Championship — Jake Crist
  - HWA Tag Team Championship — The Hybrids
  - HWA Cruiserweight Championship — Aaron Williams